# Luis Galván
Luis Adolfo Galván (Fernández, 24 de fevereiro de 1948 – Córdoba, 5 de maio de 2025) foi um futebolista argentino que atuou como zagueiro. Campeão do mundo com a Seleção Argentina na Copa do Mundo de 1978, Galván teria sido precisamente o melhor argentino da final, recebendo na imprensa local a nota 10 por sua atuação, embora com o tempo seu protagonismo fosse ofuscado pelos gols de Mario Kempes.
Sua carreira associou-se sobretudo ao Talleres.Foi o primeiro futebolista que a Argentina utilizou desta equipe,na qual é o jogador com mais partidas no geral, com 502 jogos considerados oficias. Integrou a fase mais prestigiada, a nível nacional, deste time de Córdoba. Após parar de jogar, tornou-se professor das categorias infantis do clube, por mais de duas décadas;na ocasião do falecimento, seus trabalhos mais recentes no clube já vinham sendo no departamento de futebol feminino.
Em seu auge, sabia compensar a baixa estatura para um zagueiro (menos de 1,70 metros) com grandes condições atléticas (era veloz e resistente) e noção de posicionamento, condicionando-o a antecipar-se aos adversários e interceptar passes do oponente. Galván foi também o primeiro campeão mundial formado no futebol de sua província natal de Santiago del Estero. Veio a ser homenageado com uma estátua no principal campo santiagueño, o Estádio Único Madre de Ciudades. Desde 2015, também nomeia o estádio de seu primeiro clube, o Independiente de Fernández.

## Carreira

### Início
Natural da província de Santiago del Estero, Galván começou em clube locais — primeiramente, no Independiente de sua cidade-natal de Fernández,em partidas da liga municipal.Eventualmente, mudou-se à capital Santiago del Estero, inicialmente com a intenção de focar em graduação em pedagogia.Terminou prospectado por clubes da capital;um deles, o Central Córdoba, havia causado sensação ao vencer em 1967 o Boca Juniors dentro de La Bombonera pelo Torneio Nacional. Galván veio a reforça-lo no ano seguinte no Torneio Promocional, disputado no segundo semestre por clubes do interior juntamente com equipes da Grande Buenos Aires não classificadas ao Torneio Nacional.
Foi no Unión Santiago, contudo, que Galván teria sido convencido a atuar como zagueiro.Foi precisamente desde o Unión que ele foi incorporado em 1970 pelo Talleres, que curiosamente foi somente o quinto clube cordobês que ele tentou: ainda em 1969, realizara amistosos pela equipe B justamente pelo arquirrival Belgrano; até ser contratado por la T, tivera estadias também pelos vizinhos Instituto (onde sequer fora testado, em momento de "desorganização extrema" dos alvirrubros, contaria ele próprio); Villa Azalais, cujo interesse em mantê-lo ao fim de uma semana de testes foi inviabilizada pelas finanças austeras do clube; e realizou amistoso também pelo Argentino Central.
Estava decidido a voltar a Santiago del Estero, quando o emissário que havia lhe buscado convenceu-lhe a dar uma chance ao Talleres. Em 19 de abril de 1970, já estreava pela equipe B tallarin. Apesar de lesionar-se na ocasião, firmou-se de imediato, a ponto de precisar superar o medo de avião para as partidas válidas pelo Torneio Nacional.Inicialmente, conviveu com fase melhor dos rivais tanto na liga cordobesa como no próprio Nacional, com Belgrano (em 1970, 1971 e em 1973) e Instituto (em 1972) angariando os títulos domésticos e/ou realizando campanhas honrosas nos compromissos pelo certame argentino.
A partir de 1973 é que o Talleres teria começado a se profissionalizar adequadamente, segundo Galván, com Amadeo Nuccetelli iniciando uma vitoriosa presidência.Até então, o zagueiro precisava conciliar o futebol com emprego na FIAT, em horários rotativos e,com a campanha alviazul quase terminando em rebaixamento na própria liga provincial em 1973,chegara a cogitar deixar o futebol,mesmo que colhesse destaque individual a ponto de naquele mesmo ano conseguir uma primeira aparição na Seleção Argentina (ainda que de modo não-oficial, contra o clube Sarmiento).O presidente Nuccetelli e o treinador contratado para 1974, Ángel Labruna, convenceram-no a deixar a FIAT para focar-se exclusivamente no futebol; o técnico garantiu-lhe continuidade e o dirigente se dispôs a fazer uma de suas empresas reempregar caso o planejamento não terminasse exitoso.

### Auge

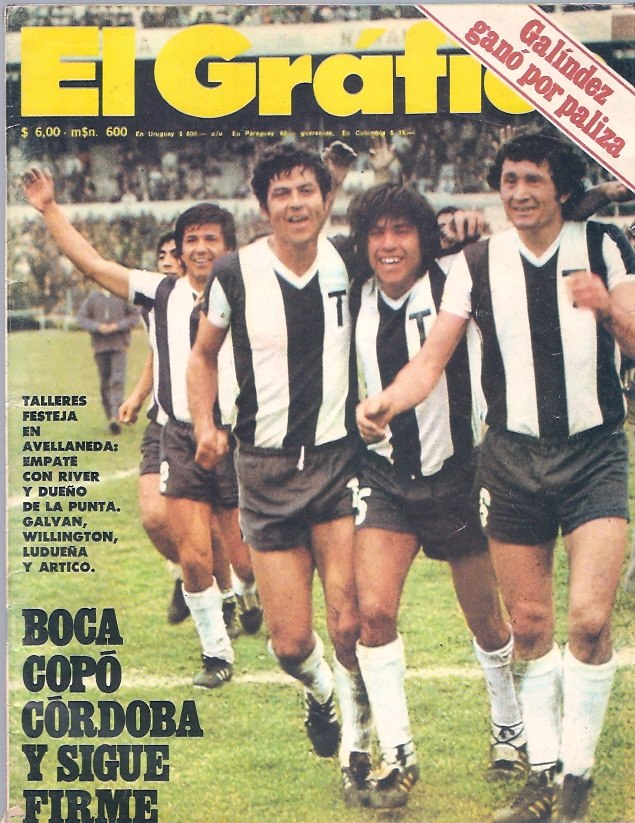
Galván no Talleres 4.º colocado de 1974. O jogador é o primeiro da esquerda para a direita

Entre 1974 e 1979, o Talleres obteve os seis títulos cordobeses (que garantiam ao campeão vaga automática no Torneio Nacional) do período. Também em 1974, treinado por Ángel Labruna, o clube terminou em 4º lugar no Torneio Nacional, sendo a grande sensação do torneio; nenhuma equipe de Córdoba havia obtido colocação tão alta,e Labruna acabou contratado para treinar novamente seu River Plate.
Em 1975, treinado então por Adolfo Pedernera, o Talleres foi 6º colocado no Nacional, obtendo um recorde de aproveitamento de pontos — com apenas quatro derrotas em 45 jogos. Foi também o ano em que Galván realizou sua estreia considerada oficial pela Seleção Argentina, em vitória de 2–1 sobre a Bolívia pela Copa Cornelio Saavedra, embora só viesse a voltar a campo pela Albiceleste já em 1978.
Em 1976, com Rubén Bravo de técnico, Galván e o Talleres alcançaram as semifinais do Nacional, em campanha recordada também pela vitória sobre o Argentinos Juniors na partida em que Diego Maradona estreou no futebol adulto; apesar do triunfo nesse jogo histórico, nele anedoticamente Galván quase fez gol contra justamente ao buscar cortar uma jogada em que Maradona arrematou após driblar diversos adversários. Em 1977, treinado por Roberto Saporiti, o time foi além: vice-campeão, perdendo o título ao sofrer a sete minutos do fim o gol que premiou o Independiente, na final tida como mais dramática dos campeonatos argentinos. Ao longo de 1977, o clube também colheu recordadas vitórias amistosas sobre uma forte Seleção Polonesa (1-0), sobre a Seleção Boliviana (3-0, mesmo em Santa Cruz de la Sierra) e sobre o Santos (2–1).

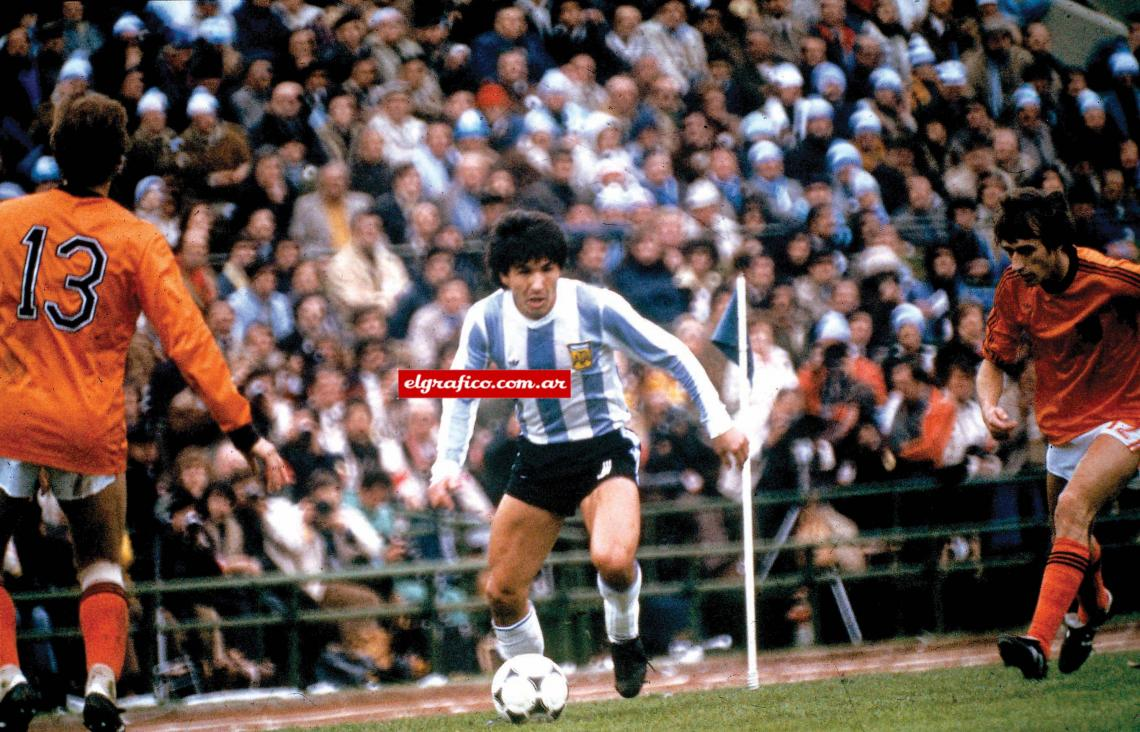
Galván na final da Copa do Mundo de 1978

A boa fase do clube recolocou Galván na Seleção, após três anos;foi uma das novidades de César Luis Menotti para a Copa do Mundo de 1978. Sua convocação, em detrimento de jogadores de algum dos cinco grandes do futebol argentino, chegou a ser questionada.O Talleres também cedeu José Daniel Valencia e Miguel Oviedo, constituindo junto ao River Plate (com cinco convocados), Independiente e Huracán (ambos também com três cada um) como os principais fornecedores de jogadores na lista final. Galván, porém, seria o único tallarin titular ao longo de toda a campanha, com Valencia, também inicialmente titular (superando concorrência inclusive com Maradona no corte final de Menotti), deixando a equipe-base na metade final da trajetória, ao passo que Oviedo foi limitado a uma única partida.
Reconhecido como zagueiro limpo, sabendo desarmar sem recorrer a faltas,chegando a ser criticado justamente por não ter tanta potência física,Galván fez dupla sólida com Daniel Passarella — inclusive mantendo a defesa guarnecida quando o colega, conhecido pelo ímpeto ofensivo, se lançava ao ataque.Na final, contra os Países Baixos, sobressaiu-se sobretudo por antecipar-se aos 12 minutos para impedir que Rob Rensenbrink ficasse frente a frente com Ubaldo Fillol e por um passe que, aos 27 minutos, encobriu seis neerlandeses, mas terminou não aproveitado decentemente por Daniel Bertoni na conclusão. Teria perdido uma única disputada de bola, precisamente no lance do provisório empate neerlandês, desfavorecido pela grande diferença de altura para o adversário Dick Nanninga, que aproveitou-se de ter vinte centímetros a mais para cabecear com êxito às redes.Apesar do infortúnio, Galván acabou recebendo nota 10 da revista El Gráfico,embora seu protagonismo com o tempo acabasse ofuscado pelos gols de Mario Kempes.

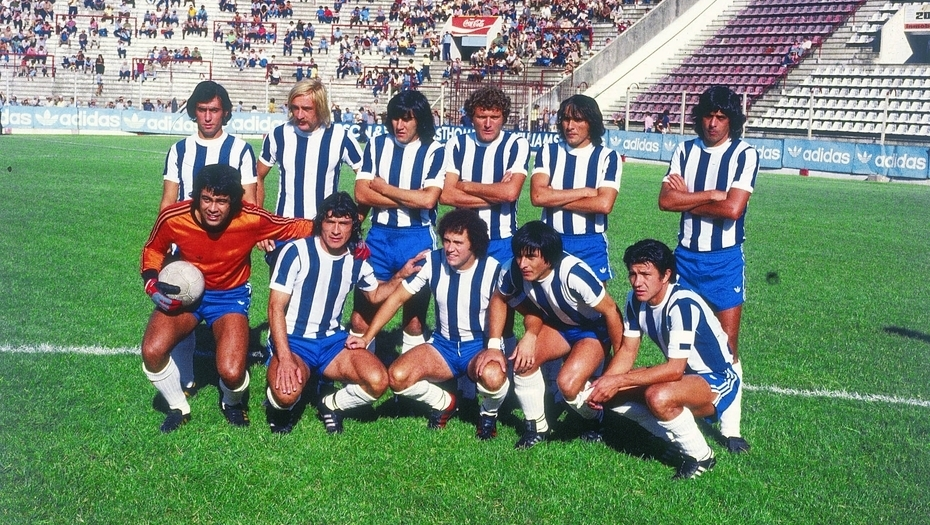
Galván no Talleres 3.º colocado de 1980: o zagueiro é o último agachado da esquerda para a direita. O penúltimo em pé é José Daniel Valencia, também campeão da Copa do Mundo de 1978 e que havia recusado o Real Madrid para seguir no Talleres, ao passo que o último em pé (Carlos Guerini) havia deixado justamente essa equipe espanhola para defender a cordobesa. O segundo agachado, Miguel Oviedo, também esteve na Seleção de 1978.

Justificando a nota, a revista teceu que Galván foi "a revelação do encontro decisivo. Não perdeu uma disputa de bola, não rifou uma só saída, não comprometeu nenhuma situação, não se desacomodou nunca, não se equivocou em uma só interceptação, não fez nada que não fosse exato, seguro e perfeito. Foi um dos homens que soube jogar por Menotti na hora da verdade, do mesmo modo que Menotti havia jogado por ele".O zagueiro foi reportado com especial destaque também em crônica do jogo feita pela revista, à frente dos demais: "hoje vejo atuações reconfortantes. O caso Luis Galván, seguro, com grande olfato para antecipar e corar. O caso Jorge Olguín, que supera um par de erros iniciais para ser a saída que se necessita e mostrar que o ofício (especialmente para os cruzamentos) se pode adquirir. Muito bem Fillol, muito bem Kempes, bem Bertoni, bem Passarella, bem Américo Gallego. Mas na Argentina não funciona Osvaldo Ardiles. Seu condutor natural e habitual". Galván e René Houseman sagraram-se como os primeiros santiagueños a vencerem a Copa do Mundo FIFA, com a diferença de que Houseman havia se formado desde a infância em equipes de Buenos Aires.
Seguindo no Talleres após a Copa, Galván integrou nova campanha elogiada dos cordobeses no Torneio Nacional, em que La T foi semifinalista,novamente parando em um Independiente campeão. Em 1979, no ano do hexacampeonato cordobês seguido,o Talleres foi novamente líder de seu grupo no Torneio Nacional; ficou ironicamente à frente do próprio futuro campeão, o River Plate, na Zona B. A equipe de Galván terminou eliminada nas quartas-de-final pelo futuro vice, o Unión, que venceu em Santa Fe por 3–0 e avançou ao perder de apenas 2–0 em Córdoba,com seu goleiro Nery Pumpido consagrando-se ao defender um pênalti que poderia ter significado o terceiro gol cordobês.
Ao longo da década de 1970, o prestígio da liga provincial cordobesa chegava a ser maior que o do campeonato inglês para fins de atrair convocações da Seleção,levando outro campeão mundial de 1978, Alberto Tarantini, a trocar o Birmingham City (clube que o contratara logo após a Copa) pelo próprio Talleres em 1979. A repercussão do campeonato espanhol não era muito maior, de acordo com três egressos do Belgrano esquecidos pela Albiceleste apesar do sucesso que faziam por Barcelona (Juan Carlos Heredia e Bernardo Cos) e Real Madrid (Carlos Guerini); nesse contexto, o próprio José Daniel Valencia terminou por recusar proposta deste clube para seguir no Talleres,bem como fez com que Heredia se naturalizasse para defender a Espanha.
As contínuas classificações aos mata-matas no Torneio Nacional fizeram com que, em 1980, o Talleres fosse então retirado da liga cordobesa para disputar em seu lugar o prestigiado Torneio Metropolitano, considerado a principal competição argentina embora até então admitisse somente clubes da Grande Buenos Aires, La Plata, Rosario e Santa Fe.Guerini, inclusive, pediu desligamento do Real Madrid para se incorporar aos alviazuis, surpreendendo os dirigentes madridistas. Ainda reunindo a forte equipe-base da década de 1970, o Talleres foi 3º colocado naquele Metropolitano, a apenas um ponto do vice-campeão Argentinos Juniors (de Maradona).Mas, no Nacional, começou a falhar em avançar aos mata-matas.

### Declínio

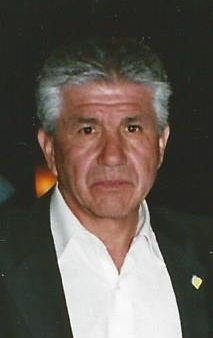
Galván em 2006

Em 1981, o Talleres precisou lutar contra o rebaixamento no Metropolitano até a última rodada,ao passo que no Nacional ficou a distantes nove pontos da classificação aos mata-matas. Galván, já aos 34 anos, atravessava um declínio pessoal, notando-se perda de velocidade; César Luis Menotti vinha testando substitutos a ele, mas, sem ser convencido por nenhum dos potenciais candidatos, veio novamente a recorrer ao veterano na convocação à Copa do Mundo de 1982.
Das quatro derrotas que Galván sofreu pela Argentina, três foram precisamente naquele torneio.Por décadas, ele chegou a ser o segundo mais velho jogador argentino a participar de um Mundial. Tinha 34 anos na ocasião da eliminação diante do Brasil, situando-se abaixo somente dos 40 anos incompletos com os quais Labruna jogara a Copa do Mundo de 1958. Posteriormente, foi superado por Martín Palermo na Copa do Mundo de 2010 e por Willy Caballero na Copa do Mundo de 2018, ambos com 37 anos incompletos.Segue como segundo jogador mais vezes convocado do Talleres pela Seleção, com 34 partidas oficiais, abaixo somente de José Daniel Valencia,colega seu nas duas Copas.
A convocação de Galván ao Mundial de 1982 também o alijou de partidas pelo Talleres no primeiro semestre de 1982, diante do longo período de concentração idealizado por Menotti, planejamento que se mostrara certeiro em 1978.Mesmo sem Galván presente, o Talleres pôde ser semifinalista do Torneio Nacional de 1982, realizado ao longo daquele mesmo semestre. O clube acabou não renovando com o ídolo,que peregrinou pelo restante da década de 1980 por outras equipes do interior argentino,até eventualmente regressar a La T.
Galván disputou o Torneio Nacional de 1983 pelo Loma Negra, clube de Olavarría o qual vivia auge histórico, com vitória recente sobre a Seleção Soviética;no de 1984, defendeu o Belgrano, justamente o clássico rival do Talleres;no de 1985, seu clube foi o Central Norte, de Salta. Sua equipe seguinte foi o Bolívar, com o qual disputou as semifinais da Libertadores de 1986, eliminada a despeito de vencer o finalista América de Cali.
De volta ao Talleres em 1987,Galván fez em 24 de abril de 1988 sua partida de número 500 pelo clube, defendendo-o uma última vez em 5 de maio de 1988.Ainda seguiu ativo por mais um ano, em partidas semiprofissionais pelo Talleres da cidade cordobesa de Jesús María e em regresso ao Unión Santiago.

## Morte

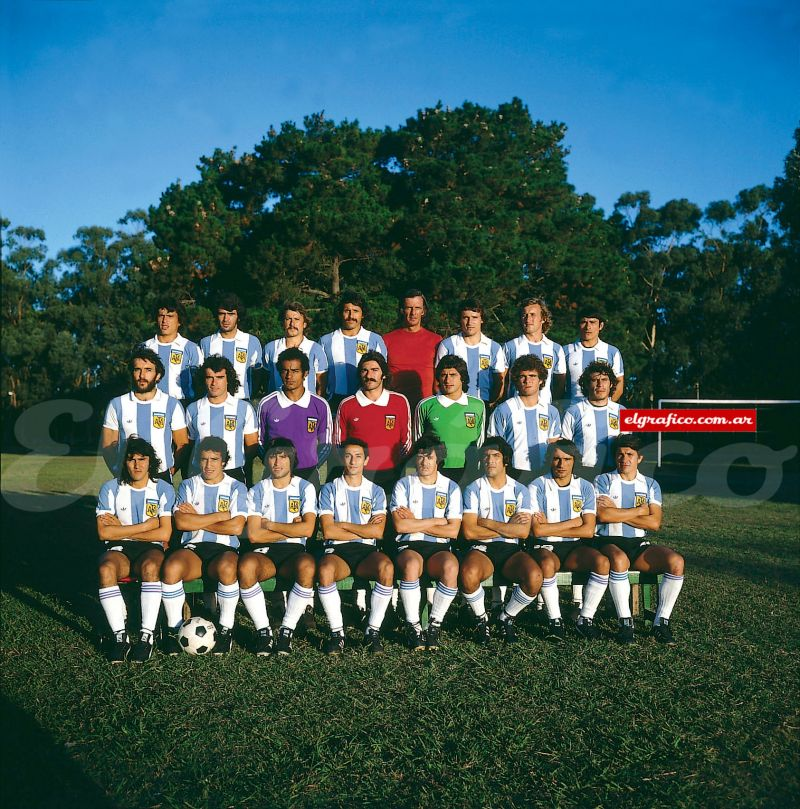
Lista de pré-convocados por César Luis Menotti (de vermelho, ao alto) à Copa do Mundo FIFA de 1978. Galván é o jogador sentado mais à direita. A seu lado, José Daniel Valencia.

Morreu no dia 5 de maio de 2025, aos 77 anos, por complicações de uma pneumonia bilateral contraída em internação hospitalar para tratamento renal.A preocupação com a pneumonia já crescia na primeira quinzena de abril, ao passo que o tratamento renal já havia inviabilizado que acompanhasse presencialmente o Talleres em Assunção para a partida que valeu ainda em 5 de março a Supercopa Internacional,embora pudesse comemorar ainda antes da internação o título.Coincidentemente, faleceu exatamente um ano depois do treinador que o levara à Copa do Mundo de 1978, César Luis Menotti. José Daniel Valencia, colega dele tanto naquela Copa como no Talleres, despediu-se assim:
| “ | Sobretudo aos mais jovens, quero contar-lhes algo. Antes de que as luzes e os flashes invadissem cada canto que nos correspondia. Antes da terceira e da segunda, chegou a primeira. E nessa primeira houve artífices de todo tipo. Alguns ruidosos, outros celebrados. Mas houve um — silencioso, tímido — que foi, sem lugar a dúvidas, um maestro. Os jornais o qualificaram com um 10 naquela final contra os Países Baixos. Para mim, foi pouco. Porque desde Santiago del Estero, desde o interior profundo do país, não havia nascido só um campeão do mundo. Havia nascido uma lenda. Que privilégio foi desfrutar tantos anos convosco, Luisito! Não só com a celeste e branca, mas também em nosso querido Talleres, onde tua entrega foi sempre um ensinamento mais do que um espetáculo. No sábado vi que te fizeram uma bandeira. Tomara que tenhas podido vê-la. Era um mimo que merecias há muitíssimo tempo. Talvez sim a viste. Talvez esse último cumprimento que estavas esperando para partires. Aos que aqui ficamos, nos dói. Dói muito. E a mim, no pessoal, me pesa ter tido que escrever tantas despedidas. O tempo avança sem pedir licença, levando pedaços do que fomos. Mas não leva tudo. Porque ali onde vás, estou seguro de que vais seguir ensinando. Obrigado por tanto, Luis. Um abraço eterno. Para sempre". | ” |

## Títulos
Talleres
- Campeonato Cordobês: 1974, 1975, 1976, 1977, 1978 e 1979[6]

Seleção Argentina
- Copa do Mundo FIFA: 1978[1][2][6][5]